# Point Lobos

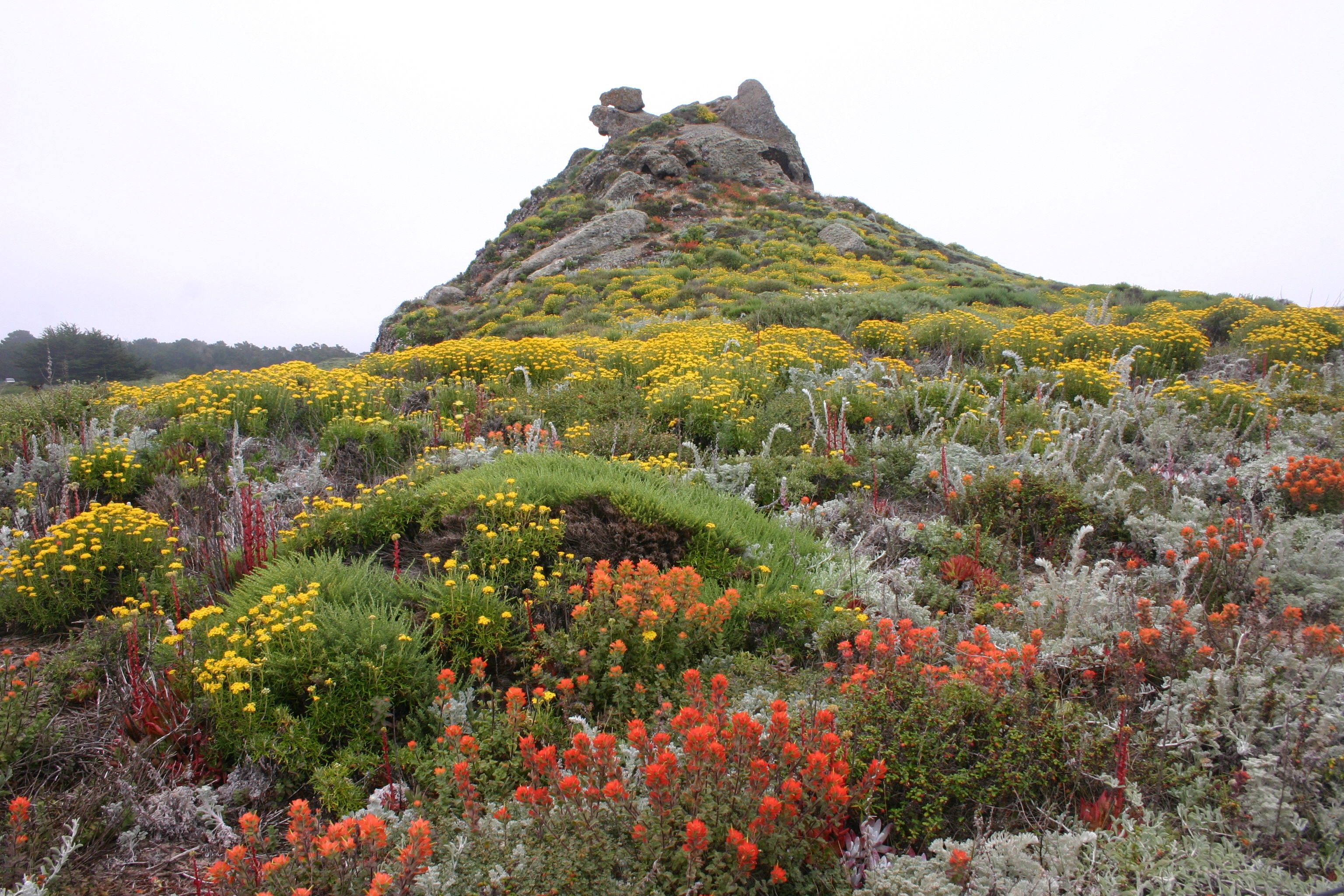
Hoa dại tại Pt. Lobos, 2006

Point Lobos là tên phổ biến cho khu vực bao gồm Khu Bảo tồn Thiên nhiên Point Lobos và hai khu vực bảo vệ biển liền kề: Khu Bảo tồn Biển Tiểu bang Point Lobos (SMR) và Khu Bảo tồn Biển Tiểu bang Point Lobos (SMCA). Point Lobos nằm ở phía nam của Carmel-by-the-Sea, California, Hoa Kỳ, ở phía bắc của bờ biển Big Sur của Thái Bình Dương.
Lobos là điểm chứa một số đường mòn đi bộ đường dài, nhiều bên cạnh đại dương, và một số ít các bãi biển. Đây là khu bảo tồn biển lịch sử, được mở rộng vào năm 2007. Đây cũng là nơi có một viện bảo tàng về săn cá voi, bao gồm một tòa nhà lịch sử đã từng được ngư dân sử dụng. Bảo vệ động vật hoang dã lâu năm và khung cảnh tuyệt đẹp đã dẫn tới danh tiếng của Point Lobos như một điểm đến lặn biển giải trí vô song. Nguồn gốc của công viên là nhờ kỹ sư Alexander Allan, người đã mua một thửa đất rộng lớn vào năm 1933 để ngăn không cho nó phát triển. Nó sẽ được chia thành 1000 lô dưới cái tên "Carmelito".

## Địa lý và các đặc trưng tự nhiên
Khu vực Point Lobos mang tính biểu tượng độc đáo về mặt địa chất và có một thực vật phong phú và đa dạng về thực vật và động vật trên bờ và trong nước. Được gọi là "cuộc gặp gỡ vĩ đại nhất của đất và nước trên thế giới" của họa sỹ cảnh quan Francis McComas, Point Lobos được coi là viên ngọc quý trong hệ thống công viên bang California. Lịch sử địa chất của Point Lobos mô tả các tảng đá tạo ra các mũi đất và cửa vào làm cho Point Lobos nổi tiếng.

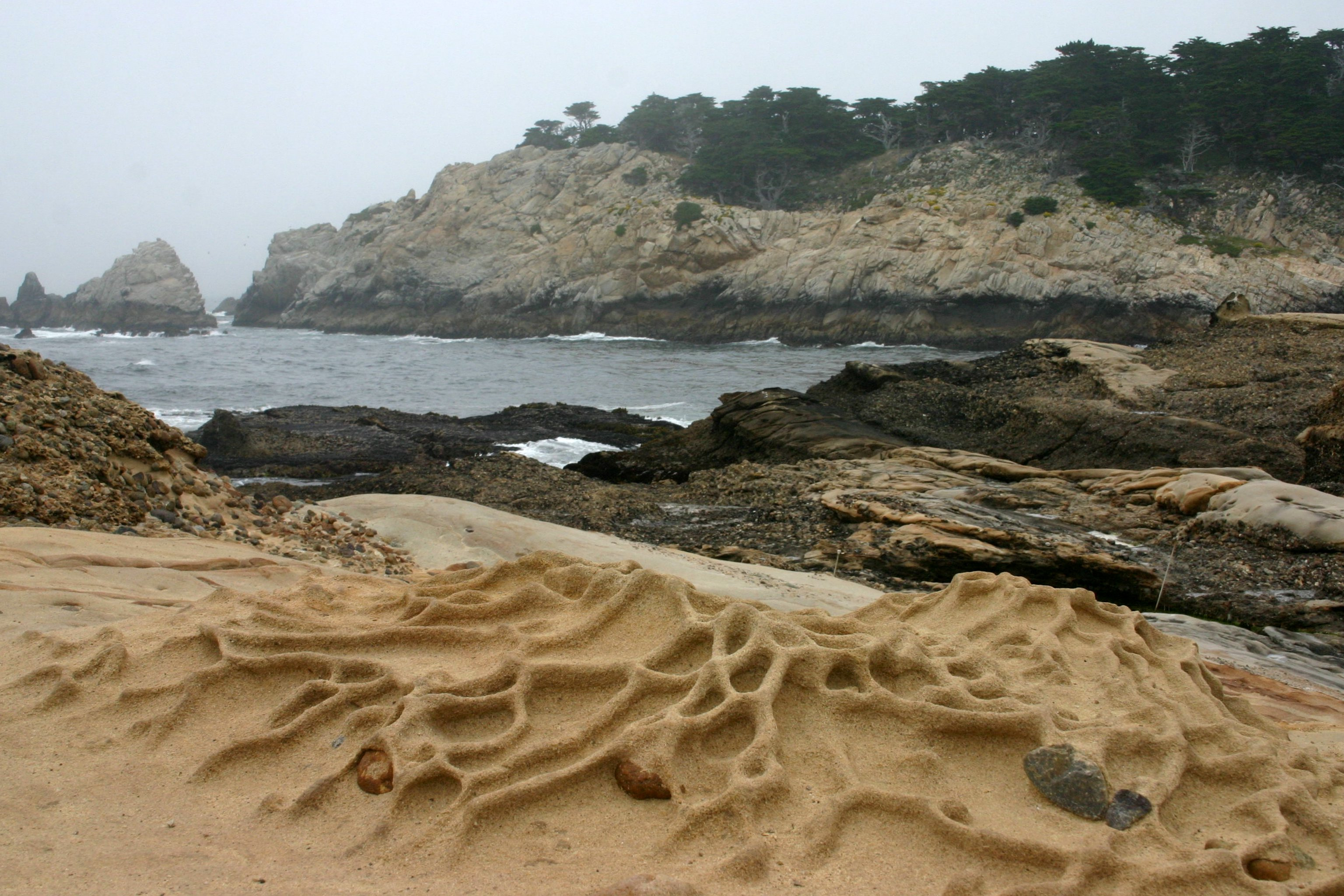
Bờ biển đá khi thủy triều thấp

Hẻm núi tàu ngầm Carmel nằm ở phía bắc Point Lobos. Giống như Monterey Canyon ở phía bắc, hẻm núi cung cấp nước lạnh và giàu dinh dưỡng cho bề mặt trong các sự kiện leo dốc. Những vùng nước giàu dinh dưỡng này làm cho năng suất cao được thấy ở Cátel và Vịnh Monterey, từ đó hỗ trợ sự đa dạng sinh động cao trong nước và trên đất liền tại Point Lobos.

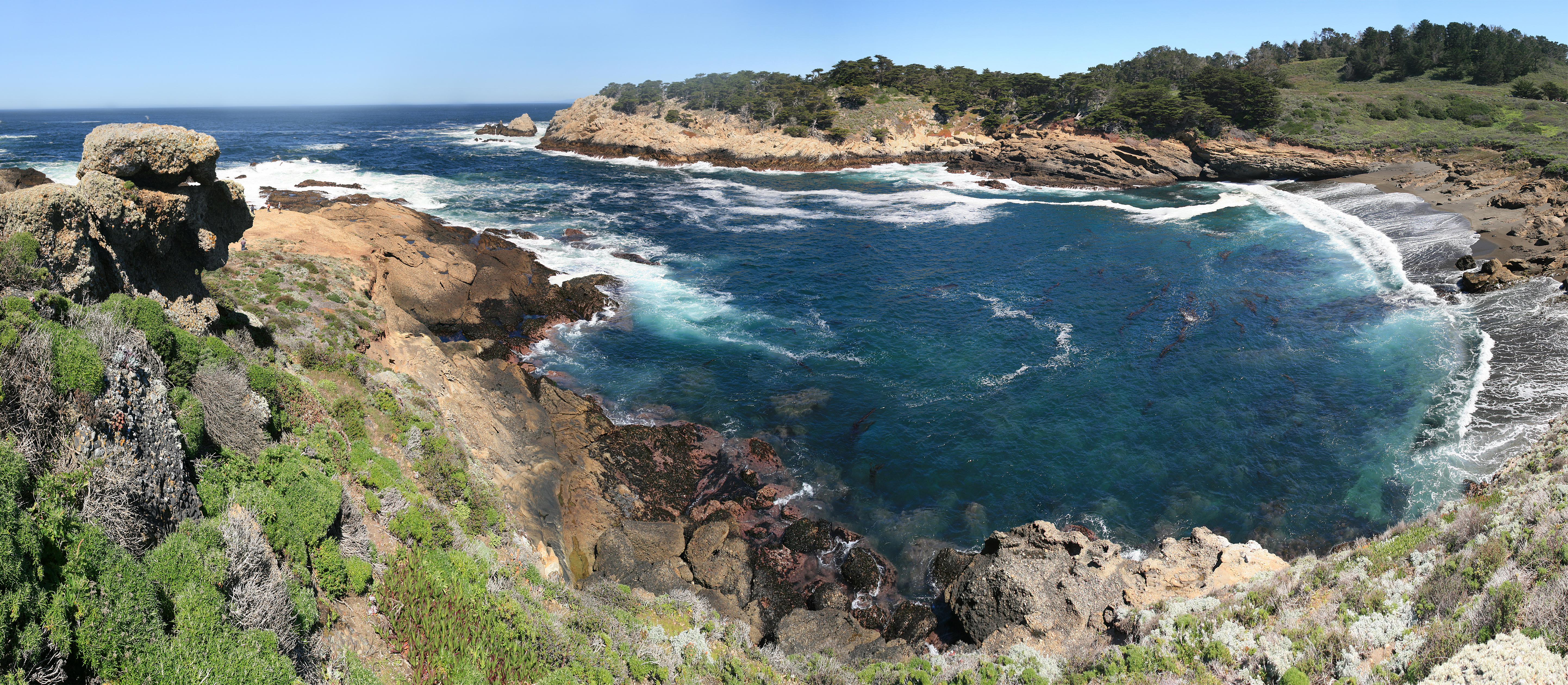
Toàn cảnh Headland Cove

## Khu bảo tồn biển
Khu bảo tồn sinh thái Point Lobos ban đầu được tạo ra vào năm 1973. Là một trong những khu bảo tồn lớn nhất và lâu đời nhất của California, quần thể cá lớn và đa dạng của nó khiến Point Lobos trở thành điểm nóng cho việc lặn giải trí không tiêu hao.
Năm 2007, Khu Bảo tồn Sinh thái đã được mở rộng và đổi tên thành thành lập Điểm Lobos Lobos và Point Lobos SMCA của Sở Cá và Trò chơi California. Họ là hai trong số 29 khu bảo tồn biển được thông qua trong giai đoạn đầu tiên của Sáng kiến Đạo luật Bảo vệ Sinh vật biển, một quá trình hợp tác công cộng để tạo ra một mạng lưới toàn bộ các khu bảo tồn biển dọc theo bờ biển California. 

### Khu dự trữ đại dương tiểu bang
Point Lobos SMR có diện tích 5,36 dặm vuông. SMR bảo vệ tất cả sinh vật biển trong phạm vi của nó. Nghiêm cấm câu cá và lấy tất cả các tài nguyên biển đang sinh sống. Khu bảo tồn biển bị bao vây bởi dòng thủy triều cao trung bình và những đường thẳng nối các điểm sau theo thứ tự được liệt kê:
- 36° 31.70’ N. lat. 121° 55.55’ W. long.;
- 36° 31.70’ N. lat. 121° 58.25’ W. long.;
- 36° 28.88’ N. lat. 121° 58.25’ W. long.; và
- 36° 28.88’ N. lat. 121° 56.30’ W. long.

### Khu bảo vệ đại dương tiểu bang
Point Lobos SMCA bao gồm 8.83 dặm vuông.  Việc thu hoạch tất cả các tài nguyên biển đang sinh sống bị cấm trong khu vực bảo tồn ngoại trừ việc mua cá hồi, cá ngừ vằn, và tôm thương phẩm. Khu vực này được bao bọc bởi các đường thẳng kết nối các điểm sau đây theo thứ tự được liệt kê trừ khi có lưu ý: 
- 36° 31.70’ N. lat. 121° 58.25’ W. long.;
- 36° 31.70’ N. lat. 122° 01.30’ W. long.; Từ đó đi về phía nam dọc theo biên giới ngoài khơi ba hải lý đến
- 36° 28.88’ N. lat. 122° 00.55’ W. long.;
- 36° 28.88’ N. lat. 121° 58.25’ W. long.; và
- 36° 31.70’ N. lat. 121° 58.25’ W. long.

## Môi trường sống và động vật hoang dã

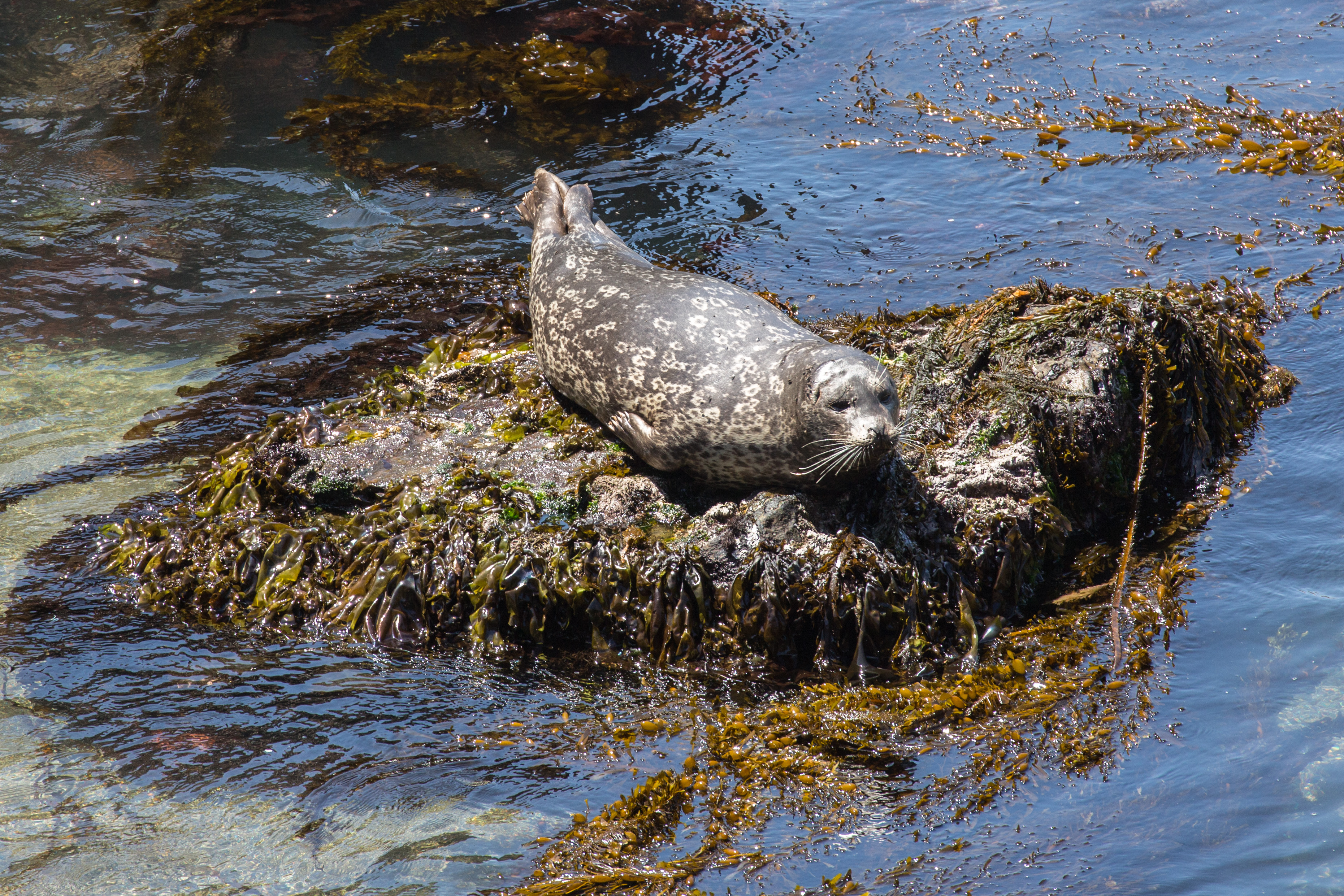
Hải cẩu cảng

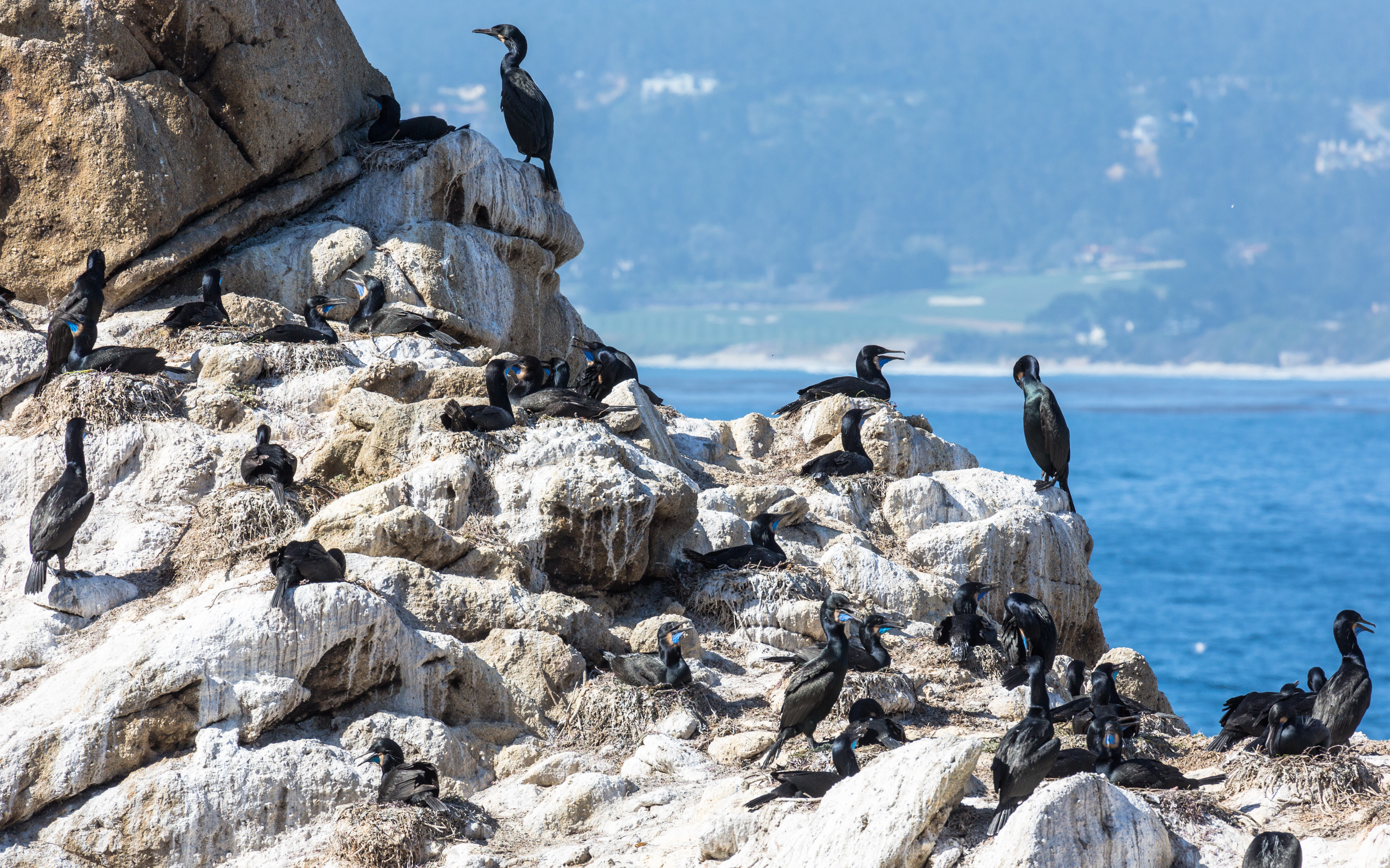
Quần thể Brandt's Cormorant

Khu bảo tồn biển Point Lobos cung cấp chỗ trú ẩn cho nhiều loại cá, động vật không xương sống, chim và động vật có vú biển, từ những loài dựa vào rừng rong biển gần bờ cho những người sống ở vùng nước sâu của Hẻm Núi ngầm Carmel.

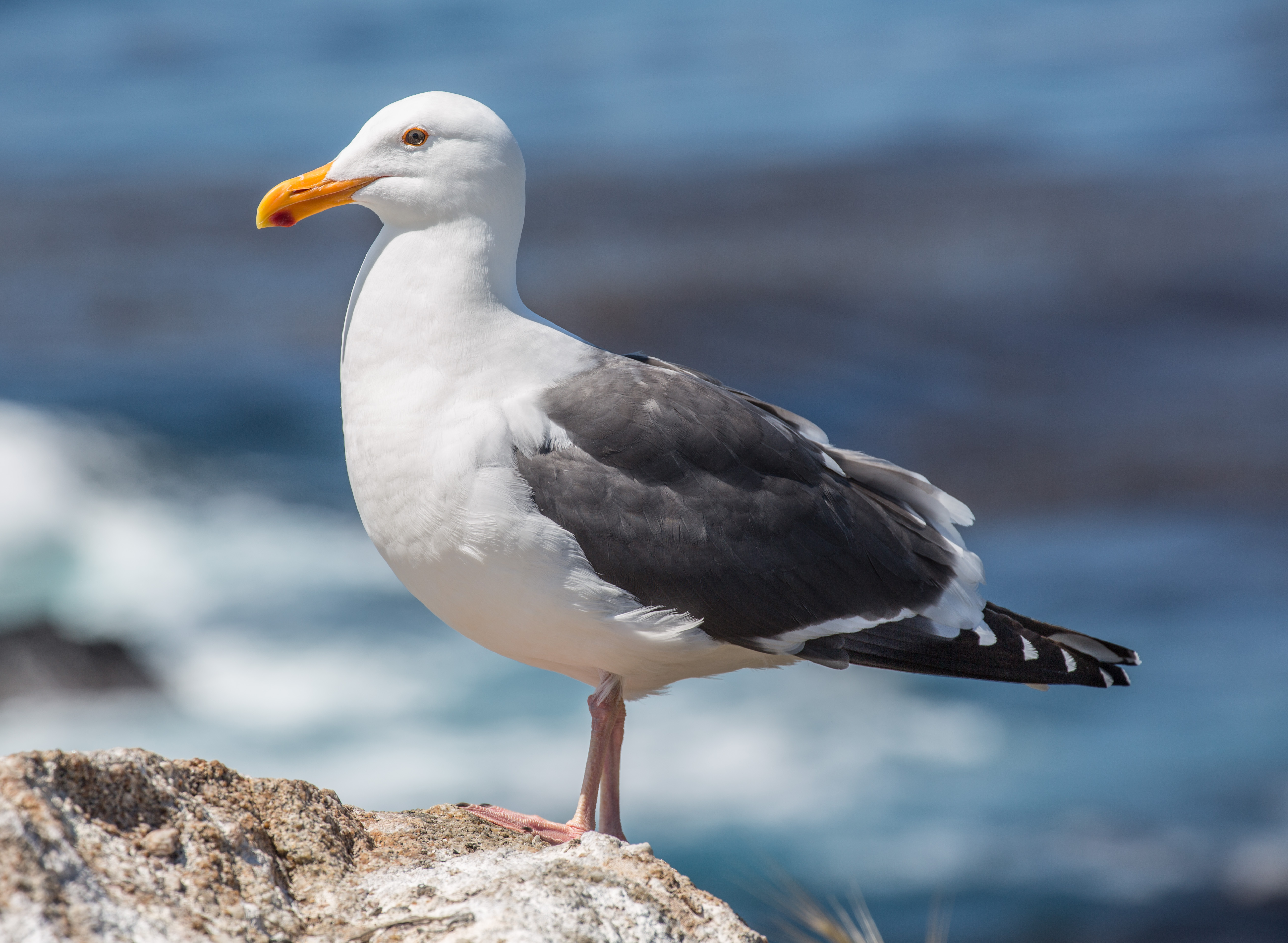
Mòng biển ở Point Lobos

Point Lobos là một trong hai địa điểm mà Cypress Monterey có thể được tìm thấy trong tự nhiên. Các vùng nước xung quanh Point Lobos chứa các khu rừng rậm.
Quan sát cá voi nhắm đến một số loài như cá voi xám, cá voi lưng gù, và cá voi xanh có sẵn.

## Bảo tàng Cabin Whaler

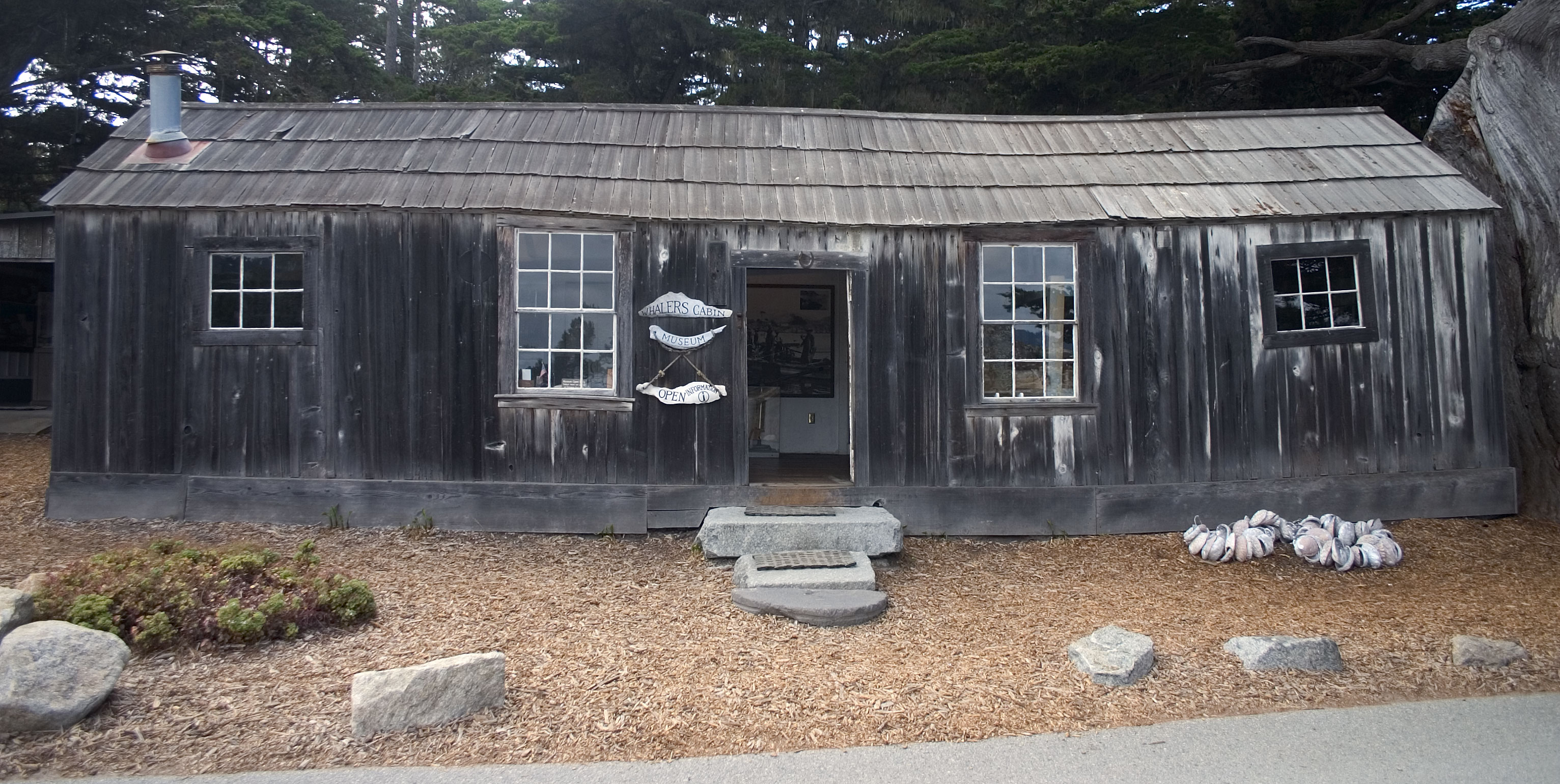
Whalers Cabin

Point Lobos có Whalers Cabin, một tòa nhà được xây dựng vào những năm 1850 nhằm trang bị cho những ngư dân Nhật và Trung Quốc. Tòa nhà này đã được bảo tồn, và bây giờ là nhà bảo tàng dành cho lịch sử văn hóa của khu vực. Cá voi biển được tiến hành ở đây bởi Công ty Cá voi Cáp Carmel từ năm 1862 đến năm 1884 và bởi Công ty Cá voi Nhật Bản từ năm 1898 đến năm 1900. Bảo tàng cũng nêu bật lịch sử của Point Lobos, bao gồm cả sự xuất hiện và kế hoạch của điện ảnh vào cuối thế kỷ 20 để phát triển khu vực cho nhà ở ngoại ô dày đặc.

## Giải trí
Khu Bảo tồn Thiên nhiên Point Lobos cung cấp các cảnh quan bờ biển nổi bật, các đường mòn đi bộ đường dài và các điểm lặn. Các khu bảo tồn biển liền kề cung cấp nhiều cơ hội lặn biển.
Các khu bảo tồn biển của California khuyến khích các ứng dụng giải trí và giáo dục của đại dương. Các hoạt động như chèo thuyền kayak, lặn biển, lặn biển và bơi lội được phép trừ khi được giới hạn khác.

### Theo dõi khoa học
Theo quy định của Đạo luật Bảo vệ Sinh vật biển, lựa chọn các khu bảo tồn biển dọc theo bờ biển Trung tâm California đang được các nhà khoa học giám sát để theo dõi hiệu quả của chúng và tìm hiểu thêm về sức khoẻ đại dương. Các nghiên cứu tương tự trong các khu bảo tồn biển nằm ngoài quần đảo Santa Barbara Channel Islands đã nhận thấy sự phát triển dần dần về số lượng và số lượng cá.

### Chính quyền
Ở cấp quận hạt, Point Lobos được đại diện bởi Ban Kiểm soát Quận Monterey bởi Người giám sát Supervisor Dave Potter.
Trong Cơ quan Lập pháp Tiểu bang California, Point Lobos thuộc Bản mẫu:Representative/current/California state senate, và trong Bản mẫu:Representative/current/California assembly..
Tại Hạ viện Hoa Kỳ, Point Lobos nằm trong Bản mẫu:Representative/current/California congressional.